# The Heart of a Fishergirl
The Heart of a Fishergirl è un cortometraggio muto del 1910 diretto da Lewin Fitzhamon.

## Trama
Una pescatrice salva l'innamorato che sta per annegare.

## Produzione
Il film fu prodotto dalla Hepworth. Venne girato nel Dorset a Lulworth Cove.

## Distribuzione
Distribuito dalla Hepworth, il film - un cortometraggio di otto minuti - uscì nelle sale cinematografiche britanniche nel dicembre 1910.
Si conoscono pochi dati del film che, prodotto dalla Hepworth, fu distrutto nel 1924 dallo stesso produttore, Cecil M. Hepworth. Fallito, in gravissime difficoltà finanziarie, il produttore pensò in questo modo di poter almeno recuperare il nitrato d'argento della pellicola.